# 北海道ワイン
北海道ワイン（ほっかいどうワイン、Hokkaido Wine）は、北海道小樽市に本社を置く酒造メーカー。主力であるワインを始め、地ビール、発泡酒も製造・販売を行っている。
浦臼町に日本最大規模となる自社農園「鶴沼ワイナリー」を所有。また、小樽市をはじめ、道内32市町村、約400軒の農家とも契約。生産量も2010年現在では十勝ワインを抜いて北海道1位、全国でも6位となっている。国産ブドウ使用量は全国1位。

## 沿革
- 1974年 会社設立
- 1980年 製造開始
- 1997年 ビールおよび発泡酒の製造免許を受ける。
- 2005年 「2004年貴腐葡萄37ケルナー」第3回国産ワインコンクール金賞受賞
- 2022年 北海道新聞文化賞受賞

## 営業所
- 東京営業所（港区）
- 仙台営業所（仙台市）

その他、加工用果樹試験研究センターを北海道浦臼町に保有。

## 関連会社
- 有限会社鶴沼ワイナリー
- 有限会社みかさワイナリー

## 主な製品群（2018年現在）

### ワイン
- おたるシリーズ
- 北海道シリーズ
- 鶴沼シリーズ

「04鶴沼ミュラー・トゥルガウ」は集英社ビジネスジャンプ連載「ソムリエール」に掲載された。
- おたる初しぼり（秋季限定）
- 香り立つ生ワイン（春季限定）

その他、スパークリングタイプや地域限定もあり。

### ビール・発泡酒
- 天使の雫
- おたるワイナリービール

## 受賞歴
「日本ワインコンクール（Japan Wine Competition）」
- 第7回 2009年（平成21年）金賞受賞[4]
  - 欧州系・白「2007 鶴沼 トラミーナ」
- 第11回 2013年（平成25年）金賞受賞[5]
  - 欧州系・白、コストパホーマンス賞「2012 葡萄作りの匠 北島秀樹 ケルナー」
- 第13回 2015年（平成27年）金賞受賞[6]
  - 欧州系・白、コストパフォーマンス賞「北海道 ケルナー 2013」
  - 欧州系・白「鶴沼 木樽発酵 ヴァイスブルグンダー 2013」
- 第16回 2018年（平成30年）金賞受賞[7]
  - 欧州系・白「おたる ゲヴュルツトラミネール 2017」
- 第17回 2022年（令和4年）金賞受賞[8]
  - 欧州系・白「余市ハーベスト ケルナー スペシャルキュヴェ 2019」
- 第19回 2023年（令和5年）金賞受賞[9]
  - 欧州系・白「鶴沼 ケルナー 2021」
  - 欧州系・白「おたる ゲヴュルツトラミネール 2019」

## コラボレーション
- 阪神甲子園球場に看板広告を掲げた事もあり、2003年には当時の阪神タイガース監督星野仙一氏とのタイアップによる「夢 <星野仙一>」を発売した。
- 創業30周年にあたる2004年にはJR北海道とのタイアップで「北海道ワイン号」を運行させた。2005年と2006年も秋に運行されている。創業35周年の2009年も「ノースレインボーエクスプレス小樽ワイン号」を運行。
- 北海道ファミリーマートオリジナル「名もなき生ワイン」の製造に当たり、2008年12月9日より販売を行っている。
- 2009年には北星学園大学オリジナルワインプロジェクトに参加。250セット限定のヌーボーを販売した。
- 2010年より市内の日本酒メーカーである田中酒造にて「北海道ペルレ」を限定販売。
- 2021年よりビックカメラの「ビッカメ娘」とのコラボで、「おたるワインさっぽろたん」の「ナイヤガラ白」と「キャンベルロゼ」を発売[10]。

## その他
創業者の嶌村彰禧による著書『完全「国産」主義』が東洋経済新報社から発売されている。